# 忍原村
忍原村（おしばらむら）は、島根県邇摩郡にあった村。現在の大田市の一部にあたる。

## 地理
三瓶山の西方、鶴降山麓に位置していた。
- 河川：忍原川[1]

## 歴史
- 1889年（明治22年）4月1日、町村制の施行により、邇摩郡忍原村が単独で村制施行し、忍原村が発足[1][2]。
- 1929年（昭和4年）4月1日 - 忍原村を二分割し、字戸蔵を久利村に編入し、字忍原を安濃郡川合村に編入して廃止された[1][2]。

### 地名の由来
鬼に恐れをなして世を忍ぶことから忍原村と称された。

## 産業
養蚕などの農業、林業。